# PaniPani-パラレルニクスパンドラナイト-
『PaniPani-パラレルニクスパンドラナイト-』（パニパニ パラレルニクスパンドラナイト）は、株式会社コロプラから配信されていたAndroid・iOS用ゲームアプリ。略称は「PaniPani」「パニパニ」。基本プレイ無料で、アイテム課金が存在する。
2017年9月28日にAndroid版が、同月29日にiOS版が配信開始された。
2018年11月28日をもってサービス終了。

## あらすじ
双子の「月女神（アルテミス）」が「常闇の王」にとらわれた際、それを嘆き悲しんだ「光の巫女」の13粒の涙から、13人の「光の神人（しんと）」となり、「常闇の王」を打ち倒し、いずこへと去った。
ある日、13人の中高生が、乗っていたスクールバスごと異世界へと飛ばされる

## 登場人物
天条 ソル（てんじょう ソル）
声 - 畠中祐
13人の高校生たちのリーダー的存在。かつてサッカー部に所属していたが、ある事情から退部し、ゲーマーとして活動している。
姫輝 スピカ（ひめらぎ スピカ）
声 - 花守ゆみり
サッカー部のマネージャー。そそっかしくも一生懸命な性格。
平等院 ベガ（びょうどういん ベガ）
声 - ブリドカットセーラ恵美
生徒会長。
狩生 ハント（かりゅう ハント）
声 - 市来光弘
射撃部に所属する高校生。
夏目 蓮（なつめ れん）
声 - 河西健吾
数学教師。
白織 沙璃（しらおり さり）
声 - 田中あいみ
なぎなた部に所属する中学3年生。自らに関する記憶が少ない。
桜華 桃（おうはな もも）
声 - 関根明良
女子高生武道家。料理部に所属しており、桃まんじゅうを作るのが得意。
猫乃木 ニア（ねこのぎ ニア）
声 - 桑原由気
魔術研究にいそしむ中学3年生。黒猫のノアを連れている。
葛葉 たまも（くずは たまも）
声 - 和氣あず未
陸上部に所属する女子高生。明るい性格だが、年よりじみた言葉遣いが混ざるときがある。
不動 クロム（ふどう クロム）
声 - 坂泰斗
科学部に所属する謎めいた高校生。
鈴木 正道寺（すずき しょうどうじ）
声 - 田所陽向
武道の名家に生まれた高校生。メカ技巧部と風紀委員を掛け持ちしている。
夜永 エグゼ（よなが エグゼ）
声 - 伊藤節生
ネットゲーム研究会に所属する高校生。ゲームプレイだけでなく、プログラミングにも詳しい。血の気のない顔色をしている。
時風 オメガ（ときかぜ オメガ）
声 - 伊藤ゆいな
高校に通うアンドロイド。
星 たぬ彦（ほし たぬひこ）
声 - 吉田有里
皇女 テラ（こうじょ テラ）
声 - 大原さやか

## 開発
2017年3月10日、『Project：Pani Pani』と題し、公式サイトをオープン。同年9月6日、正式タイトルを『PaniPani-パラレルニクスパンドラナイト-』に決定。
本作のプロジェクトマネージャーには、『白猫プロジェクト』の開発プロジェクトマネージャーである角田亮二が就任した。開発にあたり、角田は『クイズRPG 魔法使いと黒猫のウィズ』や『白猫プロジェクト』で実現しきれなかった没入感をコンセプトに組み込み、『白猫プロジェクト』から一歩進める形で、ミッションやストーリー進行からそれても楽しめる内容にした。
「少しずつ進められるRPG」として開発された本作は、中高生などある程度自由な時間を確保できる層をターゲットにしている。「敵に応じた装備やパーティーをそろえたうえで攻略してほしい」という角田の考えから、当初はガチャが存在しなかったものの、2017年12月6日のアップデートにて装備ガチャが導入された。
角田はBoom Appとのインタビューの中で、ガチャについては否定すべきでないとしつつも、ガチャばかりでは窮屈であり、ゲームそのものを遊んで得られる達成感を提供したいと述べている。この方針に沿って導入されたもう一つシステムに「カプセルシステム」がある。これは、ゲームの中で順番にカプセルを開けていくものであり、プレイ中にレアリティの高いカプセルも開ける一方、一定数以上カプセルが貯まりすぎると一晩で消えてしまう。
角田はBoom Appとのインタビューの中で、このシステムを1日のプレイサイクルを区切りやすくするために導入したと述べている。

### キャラクター設定
本作はキャラクターを重視するという方針をとっており、感情の変化や心身の成長の大きさを表現するために、「中高生が異世界に行く物語を描く」という設定が作られた。
また、メディアミックスを見据え、固定キャラクターとして13人が用意された。

## 音楽
本作の主題歌は感覚ピエロが起用された。
角田はアルテマとのインタビューの中で、本作の開発期間と感覚ピエロのメンバーが株式会社JIJIを設立したタイミングと重なり、新しい者同士で組もうと持ち掛けたと明かしている。
感覚ピエロは『白猫プロジェクト』のファンだったため快諾し、アートや設定資料を読み込んだうえで主題歌を製作した。

## CM
- 川栄李奈
- 志尊淳